# Cyanolyca viridicyanus
Cyanolyca viridicyanus là một loài chim trong họ Corvidae.